# Regina Remsperger-Kehm
Regina Remsperger-Kehm (* 1977) ist eine deutsche Sozialpädagogin und Hochschullehrerin.

## Leben
Remsperger-Kehm studierte Sozialwesen und Erziehungswissenschaft. Das Studium schloss sie mit einer Promotion an der Johann Wolfgang Goethe-Universität Frankfurt am Main ab. Im Anschluss war sie freiberuflich als Fortbildungsreferentin in der Frühpädagogik sowie in verschiedenen Forschungsprojekten tätig. Sie ist Professorin für frühkindliche Bildung an der Hochschule Fulda. Zuvor hatte sie eine W2-Professur für die Pädagogik der Kindheit an der Fachhochschule Erfurt inne. Sie forscht vor allem zu den Themen Fachkraft-Kind-Interaktion, Kinderrechte, Kinderschutz, Gesundheitsförderung und Qualitätsentwicklung in der Frühen Bildung.

## Schriften (Auswahl)
- mit Astrid Boll, Dorothee Gutknecht, Anke König, Jörg Maywald: Hör auf damit! Zwischen verletzendem und achtsamem Verhalten in der KiTa, Herder, Freiburg i. Br. 2023, ISBN 978-3-451-39427-0.
- mit Astrid Boll: Verantwortlich handeln! Verletzendes Verhalten in der Kita gemeinsam verhindern, Verlag Das Netz, Weimar 2022, ISBN 978-3-86892-182-3.
- mit Astrid Boll: Verletzendes Verhalten in Kitas. Eine Explorationsstudie zu Formen, Umgangsweisen, Ursachen und Handlungserfordernissen aus der Perspektive der Fachkräfte, Verlag Barbara Budrich, Opladen/Berlin 2021, ISBN 978-3-8474-2556-4.
- Sensitive Responsivität. Zur Qualität pädagogischen Handelns im Kindergarten (Zugl.: Frankfurt (Main), Univ., Diss., 2010), VS-Verlag, Wiesbaden 2011, ISBN 978-3-531-17875-2.
- Feinfühligkeit im Umgang mit Kindern, Herder, Freiburg i. Br. 2008, ISBN 978-3-451-00109-3.